# 会田由
会田 由（あいだ ゆう、1903年4月3日 - 1971年2月27日）は、日本のスペイン文学者、翻訳家。『ドン・キホーテ』の日本初の完訳者であり、日本のスペイン文化研究の先駆者である。

## 経歴
1903年、熊本県生まれ。1927年、東京外国語学校スペイン語科を卒業。在学中は永田寛定の下で学ぶ。
戦後の1949年、東京外国語大学講師となり、のち教授を務めた。その間、東京大学教養学部でも非常勤講師として、スペイン語授業を担当、スペイン文化研究の先鞭をつけた。1965年より神奈川大学教授を務めた。

## 研究内容・業績
数多くのスペイン語文学を翻訳したが、特に『ドン・キホーテ』の和訳を1962年に完結させ、最初の完訳者となった。翻訳は師の永田寛定訳（岩波文庫版）が先行していたが、手間取っているうちに会田が先に完成させ、以後数社の「外国文学全集」に収録され、重刷された。

## 関連

### 会田由賞
没後の1975年より名を記念した会田由賞（日本スペイン協会主催）が発足。長年の中断もあったが、優れたスペイン語訳と和訳の訳者に贈られる歴史ある翻訳賞となっている。

## 翻訳
- 『三角帽子 他二篇』（ペドロ・アントニオ・デ・アラルコン、岩波文庫） 1939、復刊1990ほか
- 『ラサリーリョ・デ・トルメスの生涯』（作者不明、岩波文庫） 1941、改版 1972、再改版 2010
- 『プロメテーオ』（ラモン・ペレス・デ・アヤーラ(Ramón Pérez de Ayala)、弘文堂書房） 1942
- 『セルバンテス短篇選集』（上・下）（セルバンテス、白水社） 1942 - 1947
  - 『サラマンカの洞穴』（ミゲル・デ・セルバンテス、筑摩書房） 1948
  - 『世界文学全集 古典篇 スペイン小説篇  セルバンテス模範小説集』（セルバンテス、河出書房） 1953
- 『娘たちの「はい」』（モラティン(Leandro Fernández de Moratín)、岩波文庫） 1953、復刊1992
- 『スペイン文学史』（ジャン・カン、白水社、文庫クセジュ） 1956
- 『血と砂』（ブラスコ・イバーニェス、河出書房新社、世界文学全集） 1958
- 『ドン・キホーテ』（セルバンテス、河出書房新社、世界文学全集） 1958、新版 1980
中央公論社・集英社・学研の各世界文学全集
  - 晶文社 全4巻 1985
- 『才智あふるる郷士 - ドン・キホーテ・デ・ラ・マンチャ 後篇』（筑摩書房、世界文学大系） 1962
  - 『セルバンデス　世界古典文学全集39・40』（筑摩書房、1965）、復刊 1982、2005ほか - 前・後篇の新版
    - ちくま文庫 全4巻 1987
- 『日本王国記』（アビラ・ヒロン、佐久間正共訳、岩波書店、大航海時代叢書） 1965
- 『蜂の巣』（La colmena、カミロ・ホセ・セーラ、野々山ミナコ共訳、白水社） 1965、新版 1989
- 『ドン・キホーテ』（セルバンテス、大林文彦共編訳、白水社） 1967、新版 1998
- 『ユリシーズ号の密航者』（El polizón del Ulises、A・マトゥーテ、あかね書房） 1967
- 『世界名詩集 ロルカ ジプシー歌集』（ロルカ、平凡社） 1969、平凡社ライブラリー 1994
- 『スペイン演劇史』（シャルル・V・オーブラン(Charles Vincent Aubrun)、戸張智雄、戸張規子共訳、白水社、文庫クセジュ） 1969
- 『司書の使命』（オルテガ著作集8、白水社） 1970、新装復刊 1998

## 編著
- 『スペイン語便覧』（長南実共編、評論社） 1961
- 『ドン・キホーテとセルバンテス　名著とその人』（さ・え・ら書房） 1971